# Iowa General Assembly

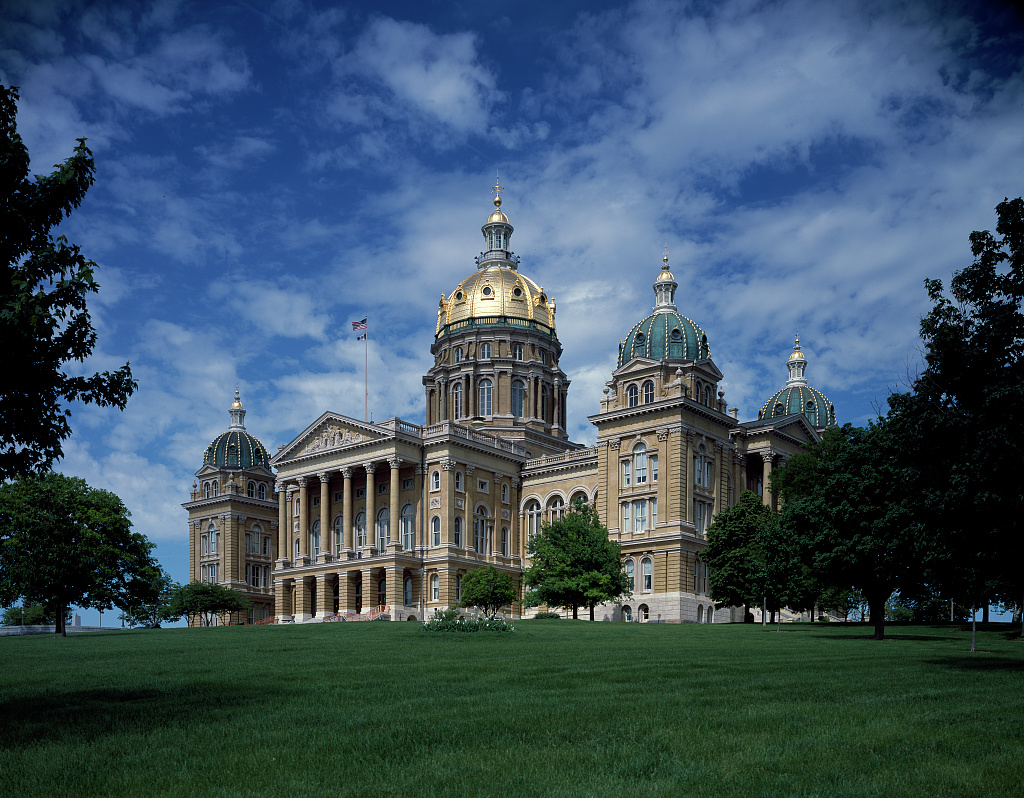
Die General Assembly tagt im Iowa State Capitol

Die Iowa General Assembly ist die State Legislature und damit die Legislative des US-Bundesstaats Iowa und wurde durch die staatliche Verfassung 1846 geschaffen. Sie besteht aus dem Repräsentantenhaus von Iowa, das als Unterhaus fungiert, sowie dem Senat von Iowa als Oberhaus. Die General Assembly tagt im Iowa State Capitol in Des Moines, das auch Sitz des Gouverneurs und seines Stellvertreters ist.
Das Repräsentantenhaus besteht aus 100 Mitgliedern, der Senat aus 50. Das Repräsentantenhaus wird für zwei Jahre gewählt. Die Amtszeit der Senatoren beträgt vier Jahre, jeweils die Hälfte des Senats wird gleichzeitig mit dem Repräsentantenhaus gewählt. Der Wahltag fällt mit dem des Bundeskongresses zusammen.
Wählbar sind US-Bürger, die seit mindestens einem Jahr in Iowa und mindestens 60 Tage im entsprechenden Wahlbezirk leben. Das Mindestalter beträgt 25 Jahre für den Senat, 21 Jahre für das Repräsentantenhaus.
Die National Conference of State Legislatures (NCSL) ordnet die General Assembly von Iowa als „hybrid“ zwischen einem Vollzeit- und einem Teilzeitparlament ein. Mit einer Vergütung von 25.000 USD pro Jahr und 169 USD pro Sitzungstag (2020) liegen die Abgeordneten im unteren Bereich der Staatsparlamentarier.